# Командо (видео игра)
Командо (енгл. Commando), објављена као Сенџо но Оками (јап. 戦場の狼, транскр. Senjō no Ōkami, лит. „Вук бојног поља”) у Јапану, је ран ен ган видео-игра са вертикалним скроловањем из 1985. коју је развио и објавио Капком за аркејде. Игру је дизајнирао Токуро Фуџивара. Дистрибуирана је у Северној Америци од стране Дата Ист, а у Европи од стране неколико компанија, укључујући Капком, Deith Leisure и Сега. Верзије су објављене за различите кућне рачунаре и конзоле за видео-игре. Није повезана са истоименим филмом из 1985. године, који је објављен шест месеци након игре.
Командо је био критички и комерцијални успех, поставши једна од аркадних видео-игара са највећом зарадом 1985. и једна од најпродаванијих кућних видео-игара 1986. Иако није била прва run and gun видео-игра са војном тематиком, изродила је бројне клонове након свог изласка, док је популаризовала жанр. Њен утицај се може видети у многим пуцачке игре током касних 1980-их до раних 1990-их.
Игра се касније појавила на Capcom Classics Collection, Activision Anthology, и на Wii Виртуелна конзола Аркејд, као и Capcom Arcade Cabinet за PlayStation 3 и Xbox 360. Наставак, Mercs, објављен је 1989.

## Начин игре
Играч преузима контролу над војником по имену Супер Џо, који започиње тако што га хеликоптер испусти у џунглу, и мора се борити сам, одбијајући масиван напад непријатељских војника.
Супер Џо је наоружан јуришном пушком (која има неограничену муницију) као и ограниченом залихом ручних граната. Док Џо може да пуца из своје пушке у било ком од осам смерова у које је окренут, његове гранате могу бити бачене само вертикално према врху екрана, без обзира на смер у којем је Џо окренут. За разлику од метака из његове јуришне пушке, гранате могу бити бачене да очисте препреке, а експлозије добро постављених граната могу убити неколико непријатеља одједном.
На крају сваког нивоа, екран се зауставља, а играч мора да се бори против неколико војника који излазе из капије или тврђаве. Њима наређује кукавички официр, који одмах бежи, иако пуцање у његова леђа доноси играчу бонус поене. Успут, може се покушати ослобађање ратних заробљеника док их непријатељ транспортује преко екрана.
Неки портови игре за кућне конзоле садрже скривена подземна склоништа којима се може приступити само гранатама. Унутар ових склоништа су заробљеници које играч треба да спаси. Неки од ових портова такође укључују предмете. Међу предметима укљученим у НЕС верзију су надоградња снажнијег митраљеза, надоградња неограничених граната и „наочаре” које омогућавају играчу да види све скривене бункере. Играч ће изгубити ове надоградње након губитка живота.
Додатни животи се дају на 10.000 поена, и на сваких 50.000 поена до 960.000; након тога, нема више живота. Игра се наставља док последњи Супер Џо не умре, или док не преживи 140 нивоа, што завршава игру.
Аркадна верзија садржи осам јединствених нивоа. НЕС верзија садржи само четири јединствена дизајна нивоа, али понавља те нивое са мањим променама и повећавајућом тежином како би се створило укупно шеснаест нивоа.

## Развој
Игру је развио Капком, а дизајнирао ју је Токуро Фуџивара. Истовремено је водио развој и Команда и Ghosts 'n Goblins. Обе игре су се добро продавале за Капком након објављивања.

## Портови
Кућна верзија Команда коју је развио Капком објављена је за Нинтендо Ентертејнмент Систем. Активижн је објавио порт игре за Атари 2600, а INTV је објавио порт за Интеливижн. Верзија за Атари 7800 коју је развио Sculptured Software објављена је 1989.
Елит је објавио верзије за многе кућне рачунаре. Објавили су верзије за Комодор 64, ZX Spectrum, BBC Micro и Амстрад ЦПЦ у новембру 1985. Верзије за BBC Micro и Акорн Електрон развијене су по уговору од стране Catalyst Coders, док је Елит развио верзије за Амига, Атари СТ, Acorn Electron, ZX Spectrum, Amstrad CPC и Commodore 64.
Тема порта за Commodore 64, сложенија и проширена верзија аркадне музике, креирана је за мање од 12 сати од стране Роба Хабарда, „...Почео сам да радим на томе касно увече и радио сам целе ноћи. Једном сам послушао оригиналну аркадну верзију и почео да радим на верзији за Ц64. ... Док су сви стигли у 8:00 ујутро, учитао сам главну мелодију на сваки Ц64 у згради! Добио сам свој чек и био сам у возу кући до 10:00.” Аркадна верзија је поново објављена на Виртуелној конзоли као Wolf of the Battlefield: Commando у Јапану 5. октобра 2010., у Северној Америци 6. децембра 2010., а у ПАЛ региону 17. децембра 2010.

### Необјављене верзије
Верзија за Атари 8-битне рачунаре креирана је од стране Sculptured Software 1989. године, а требало је да је објави Атари корпорација за XEGS. Међутим, иако се игра појављивала у Атари каталозима тог времена, никада није стигла на тржиште иако је била завршена. У 2000-им пронађен је прототипски кертриџ игре.

## Пријем
| Публикација                            | Оцена     |
| -------------------------------------- | --------- |
| Computer and Video Games (Аркејд)      | Позитивна |
| Computer and Video Games (Атари 2600)  | 77%       |
| Computer and Video Games (Комодор 64)  | 37/40     |
| Computer and Video Games (PC)          | 35/40     |
| Computer and Video Games (ZX Spectrum) | 35/40     |
| Computer Gaming World (НЕС)            | Позитивна |
| TouchArcade (iOS)                      | [ 17 ]    |
| Cash Box (Аркејд)                      | Позитивна |
| Computer Gamer (Аркејд)                | Позитивна |
| New Straits Times (Комодор 64)         | 9/10      |
| New Straits Times (PC)                 | 9/10      |
| New Straits Times (ZX Spectrum)        | 9/10      |
| The Video Games Guide (Аркејд)         | [ 21 ]    |

### Аркејд
У Јапану, Game Machine је навео Senjō no Ōkami на свом издању од 1. јуна 1985. као најпопуларнију аркадну игру у претходне две недеље. У Сједињеним Државама, до новембра 1985. је доспела на врх америчке листе RePlay за усправне аркадне кабинете. У Уједињеном Краљевству, постала је једна од аркадних игара са највећом зарадом на тест локацијама у Лондонском Вест Енду, што је довело до наруџбина за хиљаде јединица само у УК, где је постала велики хит. Командо је такође постао велики хит широм Европе. У то време је постала најбоља аркадна игра на свету. Командо је продат у више од 15.000 аркадних ПЦБ јединица до почетка јуна 1985.
Командо је завршио годину као аркадна игра са највећом зарадом 1985. године у Уједињеном Краљевству, док је такође надмашио Track & Field, аркадну игру са највећом зарадом 1984. године у УК. У Сједињеним Државама, била је једна од три аркадне видео-игре са највећом зарадом 1985. године, заједно са другим издањима Дата Ист-а Karate Champ и Kung-Fu Master.
Мајк Робертс из Computer Gamer назвао ју је „веома узбудљивом игром” и рекао да је „квалитет анимације и графике изванредан”. Computer and Video Games похвалио је брзу игру, глатко кретање, узбудљиву музичку шпицу и графику у стилу цртаних филмова, критикујући недостатак боје у графици. Часопис Cash Box рекао је да је „жестока и стратешка, графика реалистична, а ватрена моћ експлозивна” што је чини „узбудљивим и изазовним искуством играња”.

### Портови
Кућни рачунарски портови Команда доспели су на врх топ-листе продаје софтвера у УК у децембру 1985, поставши седма најпродаванија игра 1985. у УК. Поново је доспела на врх топ-листе у јануару 1986, и наставила да постане једна од три најпродаваније игре 1986. у УК. У Сједињеним Државама, верзије за кућне рачунаре добиле су две Златне награде од Удружења издавача софтвера 1987. за више од 200.000 продатих јединица у региону.
НЕС верзија објављена 1986. продата је у 1,14 милиона примерака широм света. New Straits Times је рецензирао верзије за BBC Micro, Amstrad CPC, Commodore 64 и ZX Spectrum у јануару 1986, називајући је „обавезном” ратном симулацијом „која ће окончати све ратне симулационе игре” са „брзом и фуриозном” акцијом „која се граничи са немогућим”. Computer Gaming World је 1988. рекао да „мало кертриџа може да се мери са непрекидном акцијом [Команда]” на НЕС-у. TouchArcade је рецензирао iOS верзију 2017. и дао јој оцену 2,5 од 5 звездица.
NintendoLife је написао: „Командо је можда један од ретких примера где су поједностављени портови заправо били јачи од оригиналне игре. Ови каснији портови додали су појачања, бољу музику и дубину у начину игре који су нажалост недостајали у оригиналној аркадној верзији.”

### Признања
Часопис Computer Gamer је доделио награде за игру године оригиналној аркадној верзији Команда за најбољу аркадну игру године, победивши Paperboy и Marble Madness. Након портовања на кућне рачунаре, Командо је проглашен најбољом игром аркадног стила године на Златним џојстик наградама 1986, и освојио је награду за најбољу пуцачку игру године према читаоцима часописа Crash. Године 1996., GamesMaster је оценио игру 57. на својој листи „100 најбољих игара свих времена”.

## Наслеђе
Командо је била веома утицајна игра, која је популаризовала ран ен ган шутер жанр заједно са војним темама шутера. Довела је до тога да ран ен ган игре постану доминантни стил пуцачких игара током касних 1980-их до раних 1990-их, када је Your Sinclair назвао Командо „великим прадедом савременог шутер жанра”. Такође јој је приписан заслуга за „производ који је катапултирао” Капком до „8-битне силицијумске звезде” 1985. године, „одмах након” Ghosts 'n Goblins.
Командо је изнедрио бројне клонове након објављивања. Клонови и имитатори за кућне рачунаре објављени касније исте године укључују Who Dares Wins и Rambo. Најуспешнији имитатор Команда био је SNK-ов аркадни хит Ikari Warriors (1986), који је изнедрио два наставка. Формат ран ен ган шутера из Команда такође је адаптиран у сајд-скролујући формат од стране Конамијевог Green Beret (Rush'n Attack) касније исте године.

### Наставци и наследници
Командо је добио наставак под називом Mercs 1989. године, који је у Јапану био познат као Senjō no Ōkami II. Међутим, није био толико успешан као Командо или Ikari Warriors. Токуро Фуџивара је био разочаран што није раније развио наставак Команда, јер је аркадно тржиште већ имало бројне имитаторе Команда до тренутка када је Mercs објављен. Други наставак, Wolf of the Battlefield: Commando 3, објављен је као наслов за преузимање за Xbox Live Arcade и PlayStation Network 2008. године.
Изван Јапана, аркадна верзија Bionic Commando је маркетиншки представљена као наставак Команда, а главни лик, безимени војник у игри, идентификован је као „Супер Џо” у америчкој брошури за игру. Супер Џо би се појавио као стварни споредни лик у каснијим верзијама Bionic Commando за Нинтендо Ентертејнмент Систем и Гејм Бој, као и у Bionic Commando: Elite Forces. У верзији из 2009. године Bionic Commando за PlayStation 3 и Xbox 360, лик Супер Џоа идентификован је као Џозеф Гибсон, један од три лика играча у Mercs. Игра Duet компаније Elite Systems Ltd такође се првобитно звала „Commando '86”, а затим „Commando '87”.